# Нордстрём, Челль
Челль Андерс Нордстрём (англ. Kjell Anders Nordström, род. 26 февраля 1958 года) — шведский экономист, писатель и оратор.

## Биография
Родился в Скархолмене, пригородном районе в южной части Стокгольма, Нордстрём вырос на небольшом острове в Финском Аландском архипелаге. Его родители вернулись в Швецию в 1960-х годах. Он сначала выучился на инженера, а затем начал обучение в Стокгольмской школе экономики, где получил степень доктора философии в 1991 году.
До 2004 года был доцентом в Институте международного бизнеса (МиБ) в Стокгольмской школе экономики. Проводил исследования и консультирование в области стратегического управления, транснациональных корпораций и глобализации. Служил в качестве советника/консультанта в нескольких крупных транснациональных корпораций и у Правительства Соединенного Королевства.
Нордстрём работает как профессиональный оратор в области стратегического менеджмента.
Нордстрём входит в состав Советов Директоров норвежской фирмы Stokke Fabrikker, шведской Интернет-компании Spray Ventures и Razorfish, американского разработчика прикладных решений для электронного бизнеса. Консультант и эксперт многих компаний мира.

## Публикации
В 2000 году была опубликована книга Бизнес в стиле фанк — капитал пляшет под дудку таланта, которая была написана Нордстрёмом и его коллегой Йонасом Риддерстралем. Книга, которая описывается как «манифест того, что наше время требует от компаний и их руководителей», стала международным бестселлером и была переведена более чем на тридцать языков.
В 2003 году была опубликована ещё одна книга Нордстрёма и Риддерстраля — Караоке-капитализм. Менеджмент для человечества. Эта книга также получила международное признание, были заключены контракты на её публикацию более чем на двадцати языках. В марте 2004 года Нордстрём и Риддерстраль появились на CNN в программе глобального управления для обширного интервью по идеи караоке-капитализм.
- Кьелл А. Нордстрем, Пер Шлингман. Urban Express: 15 правил нового мира, в котором главная роль у городов и женщин = Urban Express: 15 Urban rules to help you navigate the new world that's being shaped by women & cities. — М.: Альпина Паблишер, 2019. — 272 с. — ISBN 978-5-9614-2400-3.
- Ridderstrale, Jonas; Wilcox, Mark (2009). Re-energizing the Corporation: How Leaders Make Change Happen. ISBN 9780470687390.
- Ridderstråle, Jonas; Nordström, Kjell A (2007). Funky Business Forever: How to Enjoy Capitalism. ISBN 9780273714132.
  - Кьелл А. Нордстрем, Йонас Риддерстрале Бизнес в стиле фанк навсегда. Капитализм в удовольствие. — Манн, Иванов и Фербер, 2008. — 328 с. ISBN 978-5-902862-58-1
- Ridderstråle, Jonas; Nordström, Kjell A (2005). Karaoke Capitalism: Daring to Be Different in a Copycat World. ISBN 9780275986896.
- Karaoke Capitalism: Management for Mankind (2003).
  - Йонас Риддерстрале, Кьелл А. Нордстрем Караоке-капитализм. Менеджмент для человечества. — Стокгольмская школа экономики в Санкт-Петербурге, 2008. — 328 с. ISBN 978-5-902862-64-2
- Nordström, Kjell A.; Ridderstråle, Jonas (2000). Funky business: Talent makes capital dance. ISBN 9780273659075.
  - Кьелл А. Нордстрем, Йонас Риддерстрале Бизнес в стиле фанк. Капитал пляшет под дудку таланта. — Стокгольмская школа экономики в Санкт-Петербурге, 2008. — 280 с. ISBN 5-315-00034-6
- Nordström, Kjell A; Institutet För Internationellt Företagande, Handelshögskolan i Stockholm (1991). The internationalization process of the firm: Searching for new patterns and explanations. ISBN 9789197100571.
- Vahlne, Jan-Erik; Nordström, Kjell A (1986). Global Oligopolies and the Advantage Cycle.
- Vahlne, Jan-Erik, and Kjell A. Nordström (1992). Is the globe shrinking: Psychic distance and the establishment of Swedish sales subsidiaries during the last 100 years.